# Attagenus biskrensis
Attagenus biskrensis es una especie de coleóptero de la familia Dermestidae.

## Distribución geográfica
Habita en Argelia, Mauritania y Marruecos.